# Sialaiana sigfridi
Sialaiana sigfridi är en insektsart som beskrevs av Andrej Vasiljevitj Gorochov 2008. Sialaiana sigfridi ingår i släktet Sialaiana och familjen vårtbitare. Inga underarter finns listade i Catalogue of Life.